# Galagoides granti
Galagoides granti — вид лоріподібних приматів родини Галагові (Galagidae).

## Поширення
Поширений у Східній Африці між річкою Руфіджі (Танзанія) на півночі та річкою Лімпопо на півдні Мозамбіку, а також в ізольованих гірських районах (гори Тіоло на заході Малаві, округ Чіманімані в Зімбабве). Запис з гори Намулі в Мозамбіку вимагає перевірки.

## Опис
Відносно невеликий примат, вагою 100—200 г з червонувато-коричневим забарвленням хутра.